# ویسواناتان آناند

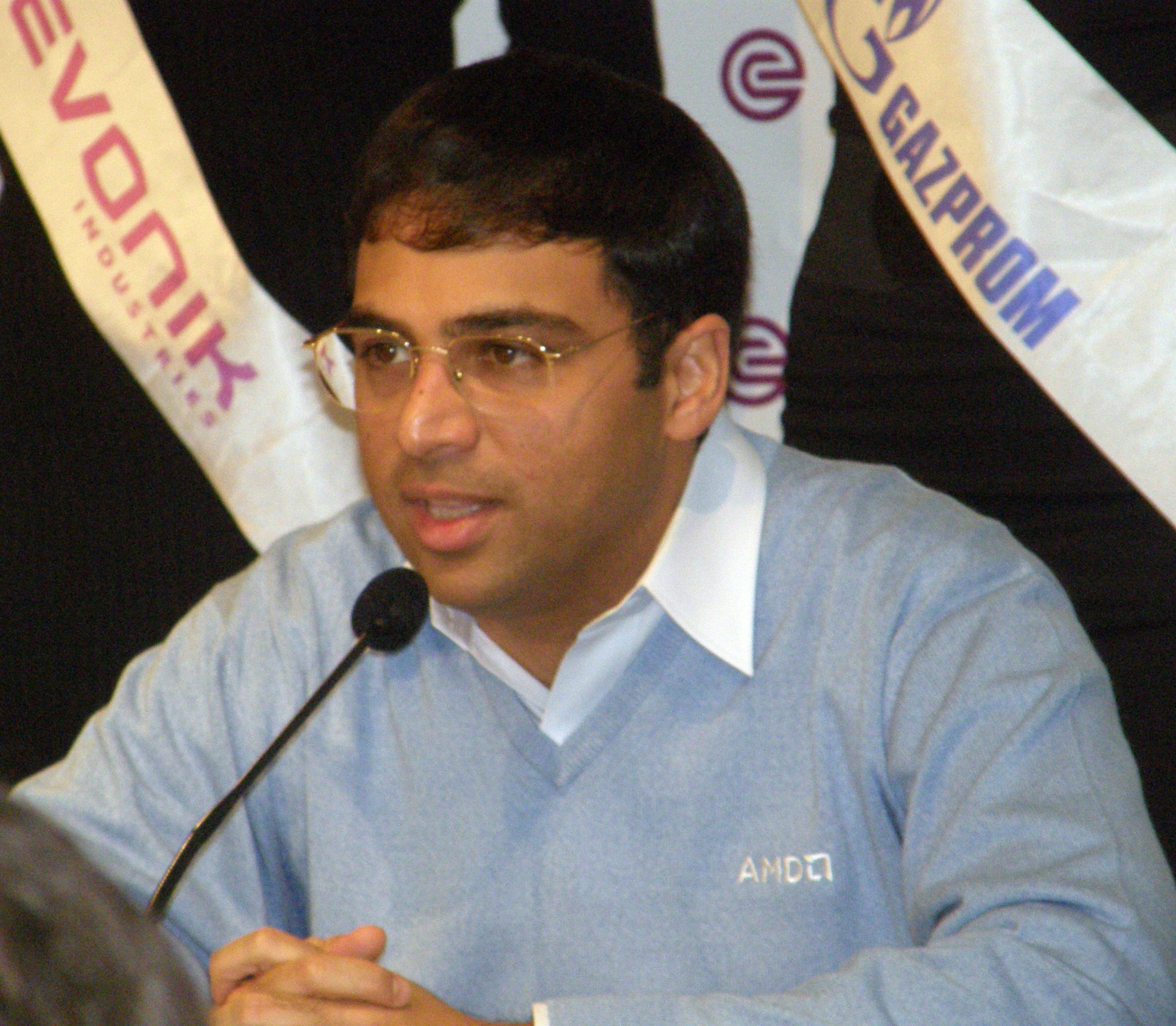
آناند در نشست خبری در حین برگزاری مسابقه قهرمانی شطرنج جهان با ولادیمیر کرامنیک، بن، ۲۳ اکتبر ۲۰۰۸

ویسواناتان آناند (به تامیل: விசுவநாதன் ஆனந்த்) (زاده ۱۱ دسامبر ۱۹۶۹ در چنای، تامیل نادو) استادبزرگ شطرنج اهل هندوستان و قهرمان پیشین شطرنج جهان است.
آناند در سال ۱۹۸۸ نخستین هندی شد که به درجه استاد بزرگ شطرنج می‌رسد. او تاکنون ۶ بار برنده اسکار شطرنج شده است. آناند یکی از شطرنج‌بازانی است که به ریتینگ بالاتر از ۲۸۰۰ رسیده‌است. او در آوریل ۲۰۰۷ برای نخستین بار در ردهٔ اول ریتینگ قرار گرفت و از ژوئیه ۱۹۹۶ تا اکتبر ۲۰۰۸ به طور منظم در جمع سه شطرنج‌باز برتر جهان از نظر ریتینگ قرار داشت. بالاترین ریتینگ او تاکنون ۲۸۲۰٫۷ در ژانویه ۲۰۱۱ بوده که او را در رتبهٔ چهارم برترین شطرنج بازان تاریخ از این لحاظ قرار داده است. آخرین ریتینگ او ۲۷۹۳ در ژوئن ۲۰۱۴ بوده که او را در ردهٔ ششم برترین شطرنج بازان دنیا قرار داده‌است. 

## سبک بازی
آناند که به او لقب ببر مدرس داده اند با سفید وارد گشایش روی لوپز و با سیاه در مقابل e4 وارد  سیسیلی  نایدورف و اکثرا در مقابل d4 وارد نیمزو_هندی یا دفاع اسلاو می شود

## رکوردها

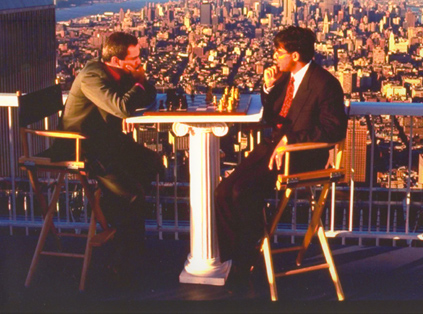
بازی قهرمانی جهان آناند-کاسپاروف در مرکز تجارت جهانی، نیویورک، ۱۹۹۵

آناند تنها شطرنج‌بازی است که در سه مسابقه با سه شکل متفاوت عنوان قهرمانی جهان را به دست آورده است؛ رویارویی دوجانبه، تورنمنت و تورنمنت حذفی که در سال ۲۰۰۰ در تهران با غلبه بر الکسی شیروف در مسابقه فینال قهرمانی شطرنج جهان فیده که در آن زمان به روش حذفی برگزار می‌شد، به دست آورد.
او یکی از ۸ شطرنج‌بازی است که تاکنون (۲۰۱۴) به ریتینگ بالاتر از ۲۸۰۰ رسیده‌اند (به همراه گری کاسپاروف، وسلین توپالف، ولادیمیر کرامنیک، ماگنوس کارلسن، فابیانو کاروانا و لئون آرونیان و الکساندر گریسچاک)
آناند نخستین شطرنج‌باز از کشوری آسیایی است که قهرمان شطرنج جهان شده و در سال ۱۹۹۳ اولین شطرنج‌باز از کشوری آسیایی بود که به مسابقه قهرمانی شطرنج جهان (در برابر گری کاسپاروف) راه یافت.
او در ۱۴ سالگی جوانترین استاد بین‌المللی شطرنج هند و در ۱۶ سالگی جوانترین قهرمان شطرنج این کشور شد. در ۱۹۸۷ نخستین شطرنج‌باز هندی شد که به عنوان قهرمان شطرنج جوانان جهان می‌رسید و یک سال بعد اولین استادبزرگ تاریخ شطرنج این کشور شد.

## شطرنج سریع
آناند در سال ۲۰۰۰ در ورشو برنده اولین تورنمنت قهرمانی شطرنج فوق سریع (Blitz) جهان با حضور ۶۲۹ استاد بزرگ شد.
آناند همچنین در سال ۲۰۰۳ قهرمان شطرنج سریع جهان فیده (با روشفیشر؛ ۲۵ دقیقه برای کل بازی + ۱۰ ثانیه برای هر حرکت) در حضور ۱۰ نفر از ۱۲ شطرنج‌باز برتر وقت دنیا شد. او بارها در تورنمنت‌های مختلف شطرنج سریع به قهرمانی رسیده و تنها یک بار در برابر گاتا کامسکی مسابقه‌ای را به دلیل پایان زمان خود واگذار کرده‌است.
سرعت یکی از مهمترین ویژگی‌های بازی اوست، به طوری‌که در تمام دوران بازی شطرنج خود تنها یک‌بار در سال ۲۰۰۳ برابر پیوتر سویدلر از حق علامت گذاشتن به جای نوشتن حرکت (که در ۴ دقیقه مانده به انتهای وقت شطرنج‌باز برای یک‌مرتبه قابل استفاده‌است) استفاده کرده‌است.

## قهرمانی جهان
آناند از سال ۲۰۰۰ تا ۲۰۰۲ قهرمان شطرنج جهان از نظر فیده بود (در دورانی که قهرمان سنتی شطرنج جهان از قهرمان رسمی فدراسیون بین‌المللی متفاوت بود). در سال ۲۰۰۷ قهرمان بلامنازع شطرنج جهان (در دوران اتحاد دو عنوان) با پیروزی در تورنمنت قهرمانی جهان فیده شد و در اکتبر ۲۰۰۸ با پیروزی در دیدار رودررو بر ولادیمیر کرامنیک از روسیه قهرمان وقت شطرنج جهان (قهرمان سنتی ۲۰۰۰–۲۰۰۵ و قهرمان بلامنازع ۲۰۰۶–۲۰۰۷) از آن دفاع کرد. آناند در سال ۲۰۱۰ با پیروزی وسلین توپالف شطرنج باز بلغار دوباره عنوان خود را حفظ کرد و در سال ۲۰۱۲ با شکست بوریس گلفاند اسرائیلی مجدداً این عنوان را حفظ کرد. در شطرنج قهرمانی جهان در سال ۲۰۱۳، آناند با شکست ۶٬۵–۳٬۵ مقابل ماگنوس کارلسن، نابغه شطرنج نروژی، عنوان خود را پس از شش سال از دست داد. وی در همان سال با فتح تورنمنت نامزدی قهرمانی جهان جواز رویارویی دوباره با ماگنوس کارلسن در سال ۲۰۱۴ را بدست آورد اما با قبول شکست ۶٫۵ بر ۴٫۵ (سه شکست یک پیروزی و هفت تساوی) نتوانست عنوان خود را پس بگیرد.

## جوایز

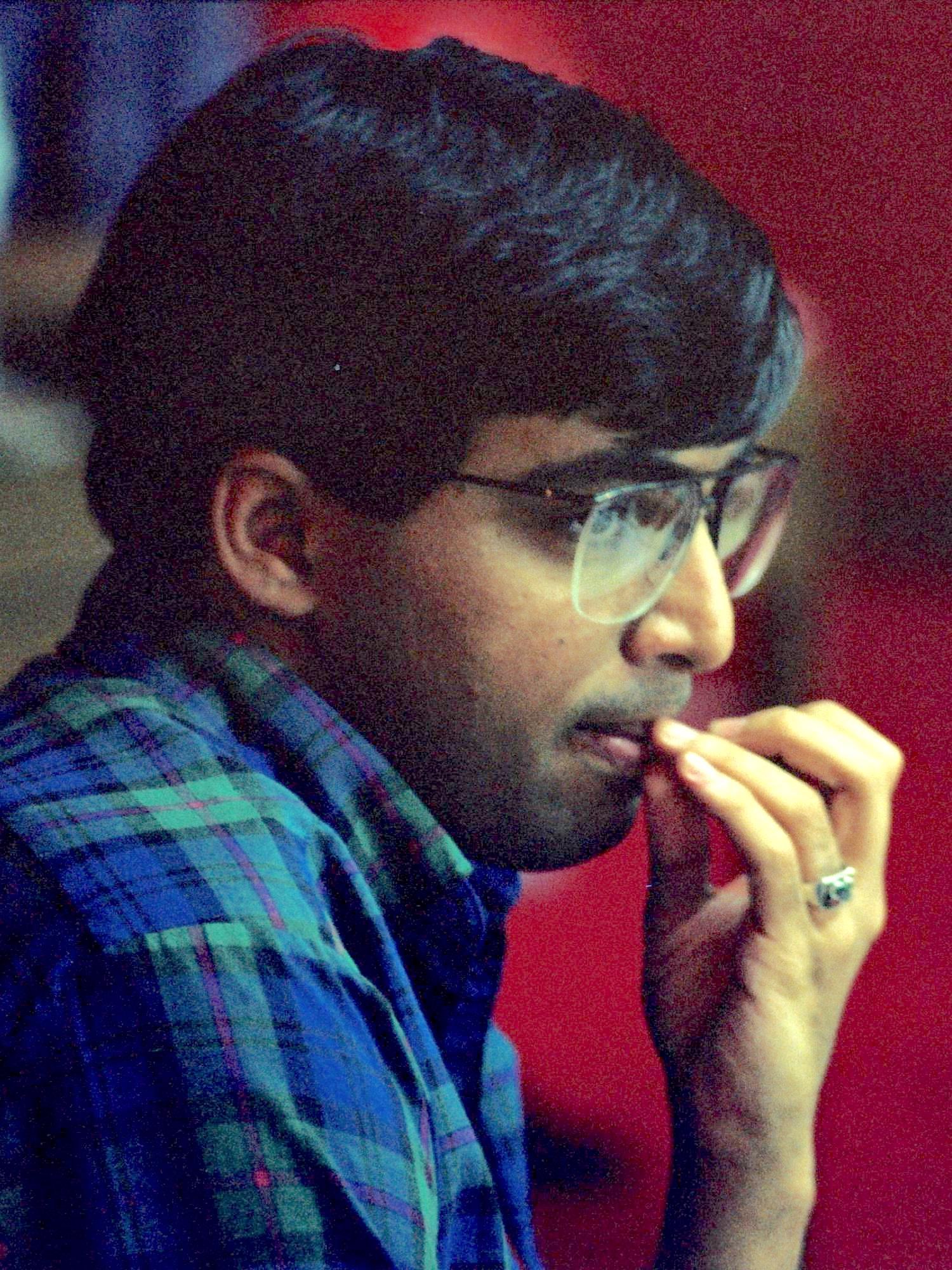
آناند در المپیاد شطرنج مانیل ۱۹۹۲

- آناند در سال ۲۰۰۷ نشان پادما ویبوشان دومین جایزه ارزشمند ملی هندوستان را دریافت کرد.
- او در ۲۵ آوریل ۲۰۰۱ بالاترین نشان ملی دولت ایالت لانساروت در اسپانیا را دریافت کرد.
- آناند نخستین برنده جایزه راجیو گاندی خل راتنا معتبرترین جایزه ورزشی هند در فصل ورزشی ۱۹۹۱–۱۹۹۲ شد.
- او ۶ بار اسکار شطرنج (۱۹۹۷، ۱۹۹۸، ۲۰۰۳، ۲۰۰۴، ۲۰۰۷ و ۲۰۰۸) را دریافت کرده‌است.
- کتاب بهترین بازی‌های شطرنج من (به انگلیسی: My Best Games of Chess) او که در سال ۱۹۹۸ به چاپ رساند، جایزه کتاب سال فدراسیون شطرنج بریتانیا را کسب کرد.